# Gmina Domaszowice
Die Gmina Domaszowice ist eine Landgemeinde im Powiat Namysłowski der Woiwodschaft Opole in Polen. Gemeindesitz ist das Dorf Domaszowice (deutsch: Noldau).

## Geografie
Das Gemeindegebiet erstreckt sich östlich der Kreisstadt Namysłów (Namslau) und grenzt im Norden an die Woiwodschaft Großpolen. Größere Städte sind Brzeg (Brieg) im Norden, Opole (Oppeln) im Osten und Nysa (Neisse/O.S.) im Süden.

## Politik

### Gemeindevorsteher
An der Spitze der Gemeindeverwaltung steht der Gemeindevorsteher. Dies war bisher Zenon Kotarski, der 2018 nicht erneut antrat. Zu seiner Nachfolgerin wurde Urszula Medik (PiS) gewählt. Die turnusmäßige Wahl im April 2024 führte zu folgendem Ergebnis:
- Urszula Medyk (Prawo i Sprawiedliwość) 51,0 % der Stimmen
- Zenon Kotarski (Wahlkomitee „Bürgerfreundliche lokale Verwaltung im Powiat Namysłowski“) 26,5 % der Stimmen
- Tomasz Dłubak (Wahlkomitee „Lokaler Wählerpakt Tomasz Dłubak“) 22,6 % der Stimmen

Damit wurde Urszula Medyk bereits im ersten Wahlgang als Gemeindevorsteherin wiedergewählt.
Die turnusmäßige Wahl im Oktober 2018 führte zu folgendem Ergebnis:
- Urszula Medyk (Prawo i Sprawiedliwość) 50,3 % der Stimmen
- Tomasz Dłubak (Sojusz Lewicy Demokratycznej / Lewica Razem) 49,7 % der Stimmen

Damit wurde Urszula Medyk bereits im ersten Wahlgang zur neuen Gemeindevorsteherin gewählt.

### Gemeinderat
Der Gemeinderat besteht aus 15 Mitgliedern und wird von der Bevölkerung in Einpersonenwahlkreisen gewählt. Die Gemeinderatswahl 2024 führte zu folgendem Ergebnis:
- Prawo i Sprawiedliwość (PiS) 31,0 % der Stimmen, 6 Sitze
- Wahlkomitee „Bürgerfreundliche lokale Verwaltung im Powiat Namysłowski“ 22,7 % der Stimmen, 3 Sitze
- Wahlkomitee „Lokaler Wählerpakt Tomasz Dłubak“ 18,4 % der Stimmen, 1 Sitz
- Wahlkomitee „Bürgergemeinschaft 2006“ 14,6 % der Stimmen, 2 Sitze
- Wahlkomitee „Gemeinsam für Siemysłów“ 6,5 % der Stimmen, 2 Sitze
- Überparteiliches Wahlkomitee Jakub Kalarus 4,5 % der Stimmen, 1 Sitz
- Wahlkomitee „Siemysłów 2024“ 2,3 % der Stimmen, kein Sitz

Die Gemeinderatswahl 2018 führte zu folgendem Ergebnis:
- Sojusz Lewicy Demokratycznej (SLD) / Lewica Razem (Razem) 48,6 % der Stimmen, 8 Sitze
- Prawo i Sprawiedliwość (PiS) 43,2 % der Stimmen, 7 Sitze
- Wahlkomitee Mateusz Sawicz 3,6 % der Stimmen, kein Sitz
- Wahlkomitee Grzegorz Swędraka 2,4 % der Stimmen, kein Sitz
- Wahlkomitee „Bürgerfreundliche lokale Verwaltung im Powiat Namysłowski“ 2,2 % der Stimmen, kein Sitz

## Gemeindegliederung
Die Landgemeinde Domaszowice umfasst elf Ortsteile mit einem Schulzenamt (sołectwo):
| - Domaszowice (Noldau) - Dziedzice (Dziedzitz, 1930–1945 Erbenfeld) - Gręboszów (Grambschütz) - Nowa Wieś (Erdmannsdorf) - Polkowskie'(Polkowitz, 1937–1945 Ordenstal) - Siemysłów (Steinersdorf) - Strzelce (Strehlitz) - Wielołęka (Bachwitz) - Włochy (Wallendorf) - Woskowice Górne (Hennersdorf) - Zofijówka (Sophienthal) |

Den Schulzenämtern sind außerdem folgende Ortschaften und Weiler zugeordnet:
Kopalina (Friedenshof), Międzybrodzie (Miedzybrodzie), Piekło (Pieklo), Stary Gręboszów (Alt Grambschütz), Sułoszów (Eleonorenhof), Szerzyna (Breitedorf), Świbne, Wygoda (Wygoda), Zalesie (Salesche) und Wielka Kolonia (Johannsdorf)

## Fotos

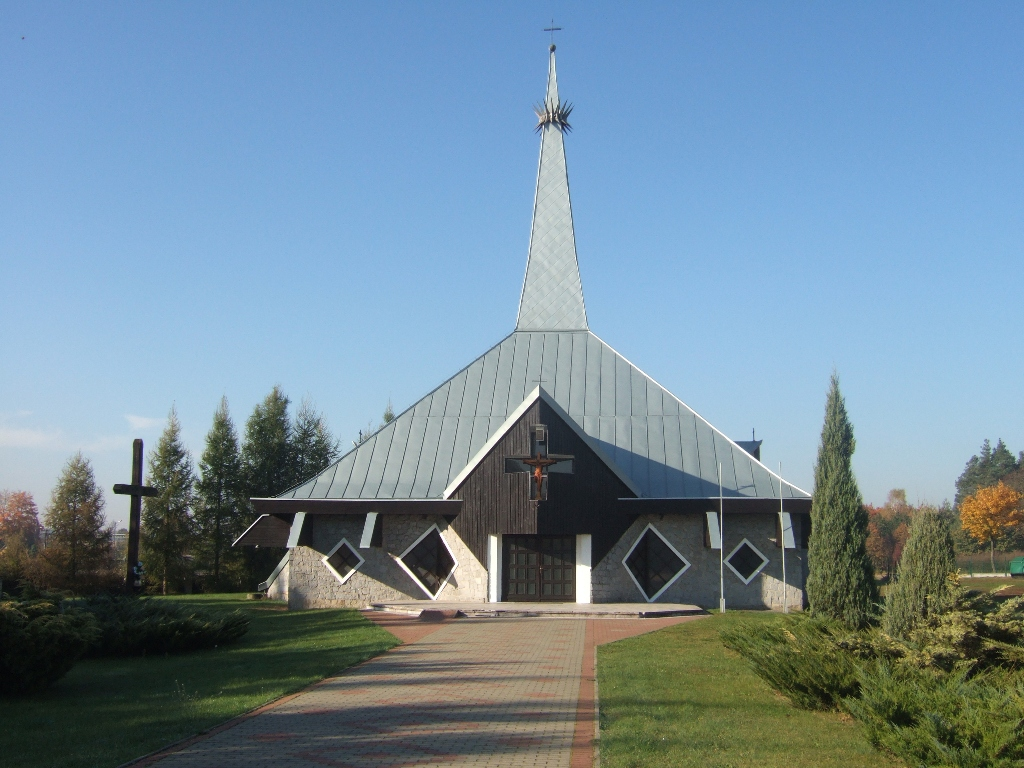
Kirche in Domaszowice
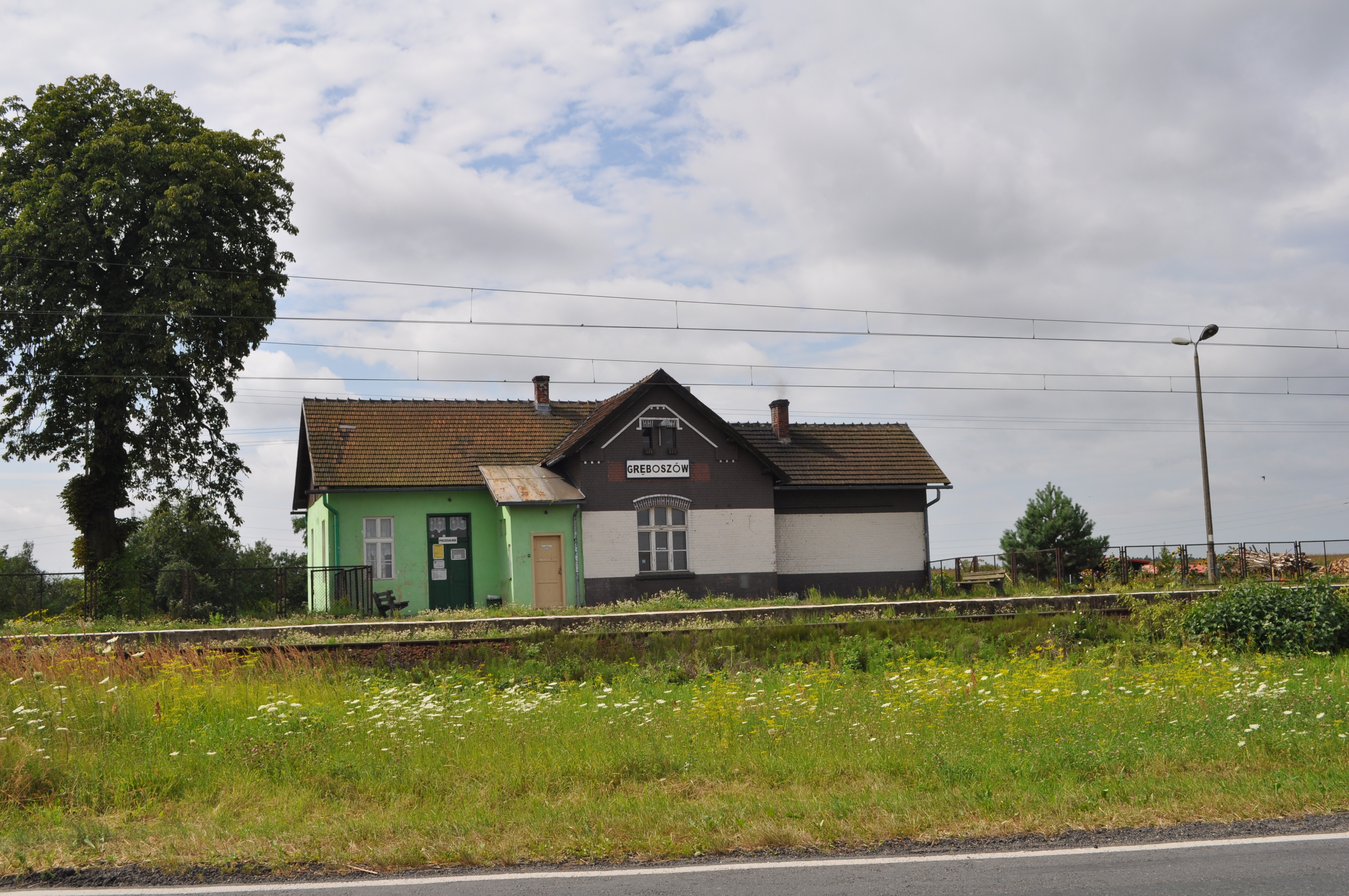
Bahnhof Gręboszów
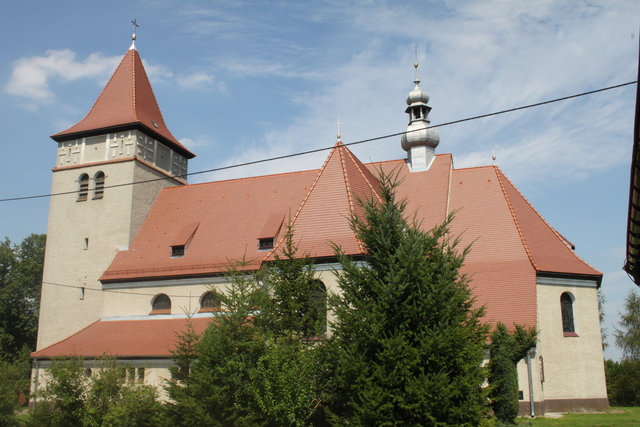
Kirche in Włochy

## Söhne und Töchter (Auswahl)
- Georg Graf Henckel von Donnersmarck (1902–1973), Politiker